# Dasylirion longistylum
Dasylirion longistylum är en sparrisväxtart som beskrevs av James Francis Macbride. Dasylirion longistylum ingår i släktet Dasylirion, och familjen sparrisväxter. Inga underarter finns listade i Catalogue of Life.